# A finn opera története

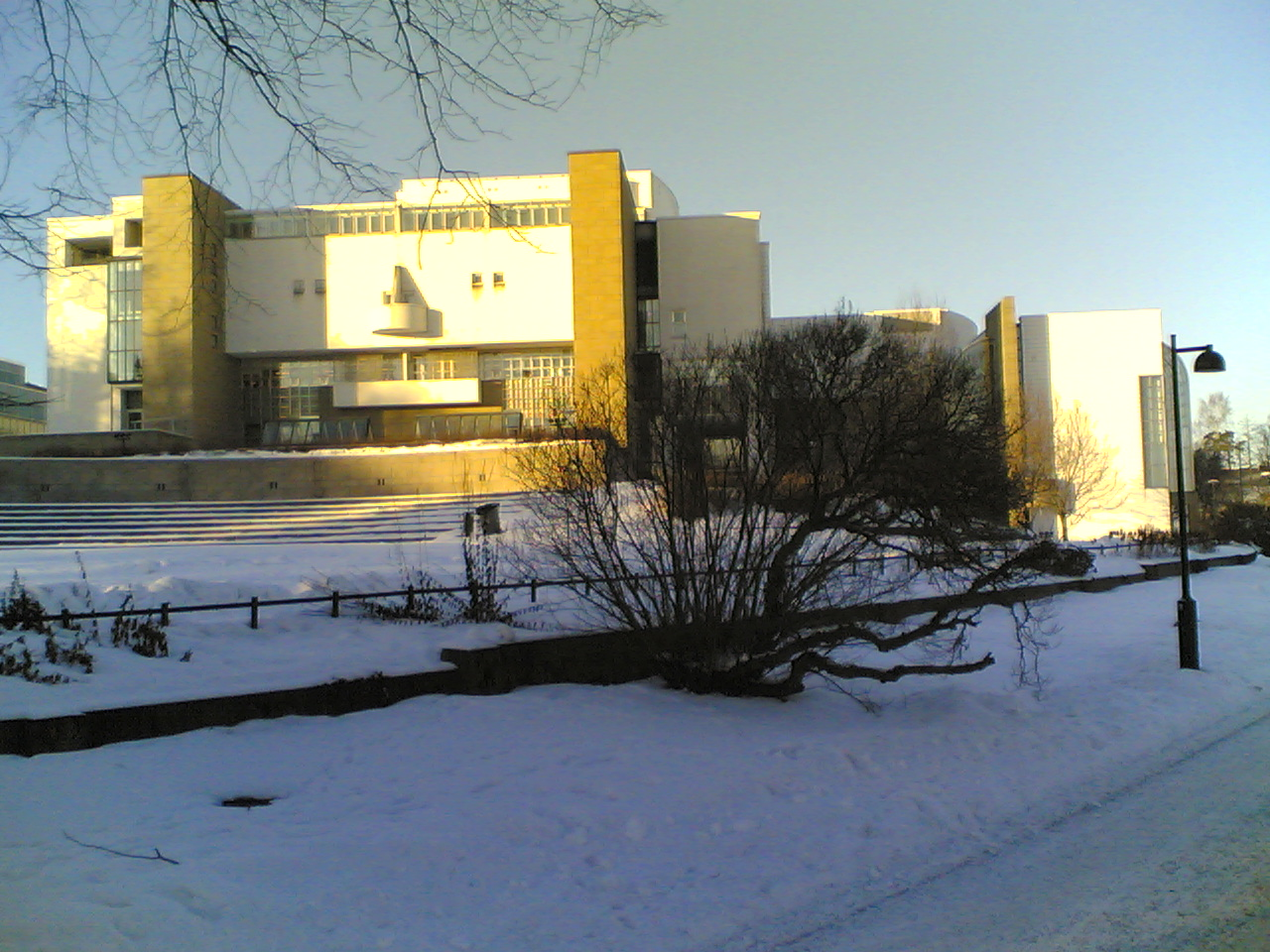
A Helsinki Operaház

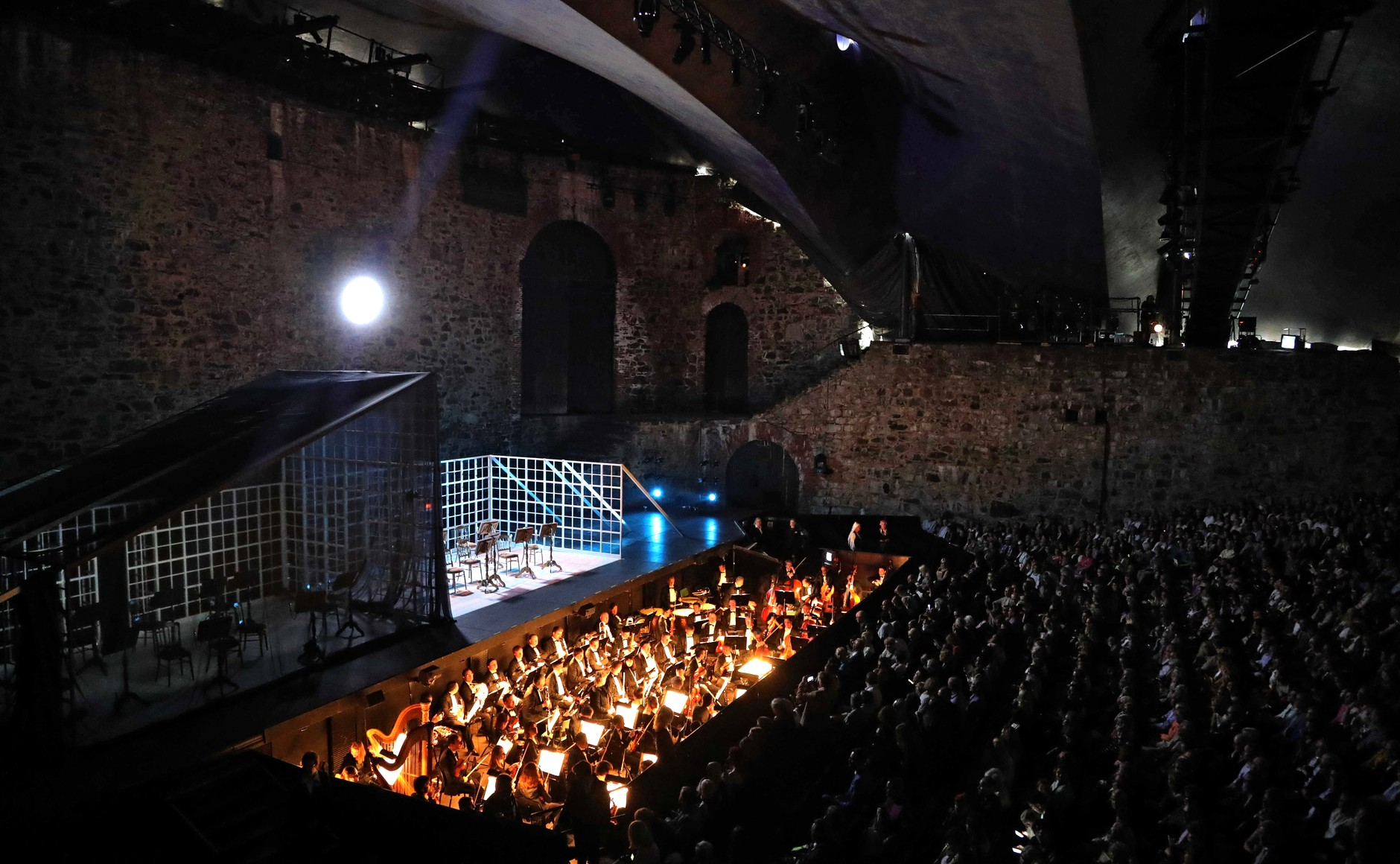
Csajkovszkij Jolánta című operájának előadása a 2017-es Savonlinnai Operafesztiválon

A finn opera eredetét a 18.–19. századig lehet visszavezetni; ekkor tartották az első operaelőadásokat. A Szentpétervár és Stockholm közötti utat bejáró, leginkább német vándortársulatok gyakran megálltak Helsinkiben, Viipuriban és Turkuban. Úgy tartják, hogy az első finnországi operaelőadást feltehetőleg Carl Gottlieb Seuerling társulata tartotta Turkuban, 1768-ban, amikor is Johann Theile Adam und Eva című művét mutatták be. Más vélemények szerint ezen az előadáson nem volt zenekar.
Az első Finnországban komponált opera a Károly király vadászata (Kung Karls jakt) volt, melynek zenéjét Fredrik Pacius, librettóját Zacharias Topelius szerezte. Ősbemutatója 1852. március 24-én volt Helsinkiben.
Az első finn nyelven énekelt opera a Lammermoori Lucia volt, amelyet a Kaarlo Bergbom-alapította Finn Nemzeti Színház operatársulata mutatott be 1873-ban. A társulat repertoárján 25–30 mű szerepelt. Miután az operatársulat anyagi okok miatt megszűnt, a társulat tagjai, (például Ida Basilier) külföldön folytatták pályafutásukat.
1911-ben Aino Ackté és Edvard Fazer létrehozták a Kotimainen ooppera (jelentése Hazai opera) nevű operatársulatot, amely 1914-től Finn Opera, 1956-tól Finn Nemzeti Opera néven működött. Eleinte változó helyeken játszottak, majd 1919-ben megkapták az orosz színház épületét. Első karmesterei Oskar Merikanto és Armas Järnefelt voltak.
Szintén Aino Ackté és Edvard Fazer kezdeményezése a Savonlinnai Operafesztivál, amelyet 1912 óta minden nyáron megrendeznek a savonlinnai Olavinlinnában.
A 20. század első felének neves operaszerzői voltak többek között Ilmari Krohn, Erkki Melartin, Selim Palmgren, Armas Launis és Emil Kauppi. A finn opera az 1970-es években szerzett nemzetközi elismerést Joonas Kokkonen és Aulis Sallinen műveivel. Kokkonen 1975-ben írt operáját (Viimeiset kiusaikset) 1983-ban a Metropolitan Opera is műsorra tűzte, és világszerte több mint ötszáz előadást ért meg. A 21. században Kaija Saariaho Amin Maalouf librettójára írt L'Amour de loin című operája aratott világsikert.
Az ország neves operaénekesei többek között Martti Talvela, Karita Mattila és Soile Isokoski. A BBC Music Magazine húsz kritikus által készített, egyesek által vitatott összeállítása szerint Mattila egyike a hangrögzítős korszak húsz legjobb szopránjának.

## Fordítás
Ez a szócikk részben vagy egészben  a   Finnish opera című angol Wikipédia-szócikk ezen változatának fordításán alapul.  Az eredeti cikk szerkesztőit annak laptörténete sorolja fel. Ez a jelzés csupán a megfogalmazás eredetét és a szerzői jogokat jelzi, nem szolgál a cikkben szereplő információk forrásmegjelöléseként.